# Deaflympics d'été de 2013
Les Deaflympics d'été de 2013, officiellement appelés les 22e Deaflympics d'été, ont lieu du 27 février 2015 au 5 mars 2015 à Sofia. Les Deaflympics sont de retour en Europe après l'édition de 2001 à Rome, en Italie. Sofia est la deuxième ville accueillant les Deaflympics une deuxième fois, après une première édition en 1993 ; tout comme Copenhague, qui les accueillait en 1949 et 1997. Ces Jeux rassemblent 2879 athlètes de 90 pays. Ils participent à dix-neuf sports et quatre disciplines qui regroupent un total de cent seize épreuves officielles.

## Faits sur ces Jeux

### L'annulation desDeaflympics d'été de 2013à Athènes
Athènes est élu pour accueillir les Deaflympics d'été de 2013, lors du congrès de l'établissement de Salt Lake City, aux États-Unis. Car il était le seul candidat pour l'événement et a eu de puissants facteurs tels que l'héritage des Jeux olympiques d'été de 2004 et des Jeux paralympiques faites dans la même année. La crise économique de la fin des années 2010 a forcé l'annulation de l'édition Deaflympics d'été de 2013 à Athènes à cause de l'absence de garanties financières par le gouvernement grec et le manque de sponsors de l'événement par la Fédération de la Grèce des Sports des Sourds.

### Après Athènes
La ville hongroise de Budapest se propose d'accueillir les jeux en remplacement d'Athènes, mais l'organisateur hongrois manque d'argent et doit se retirer. La ville de Sofia en Bulgarie prend le relais de Budapest et accueille les Deaflympics d'été de 2013.

### Sofia
Sofa n'était pas étranger aux compétitions de sourds. La ville avait accueilli plusieurs championnats du monde dans divers sports tels que le badminton, le football, le tennis de table et la lutte. C'est aussi d'ailleurs l'une des deux villes qui ont organisé deux fois les Deaflympics d'été, le premier étant en 1993.

## Sports
Les Deaflympics d'été de 2013 proposent 19 sports dont 14 sports individuels et 5 sports d'équipe.

### Sports individuels
- Athlétisme
- Badminton
- Bowling
- Course d'orientation
- Cyclisme sur la route
- Judo
- Karate
- Lutte
- Natation
- Taekwondo
- Tennis
- Tennis de table
- Tir sportif
- VTT

### Sports en équipe
- Basket-ball
- Beach-volley
- Football
- Handball
- Volley-ball

## Lieux

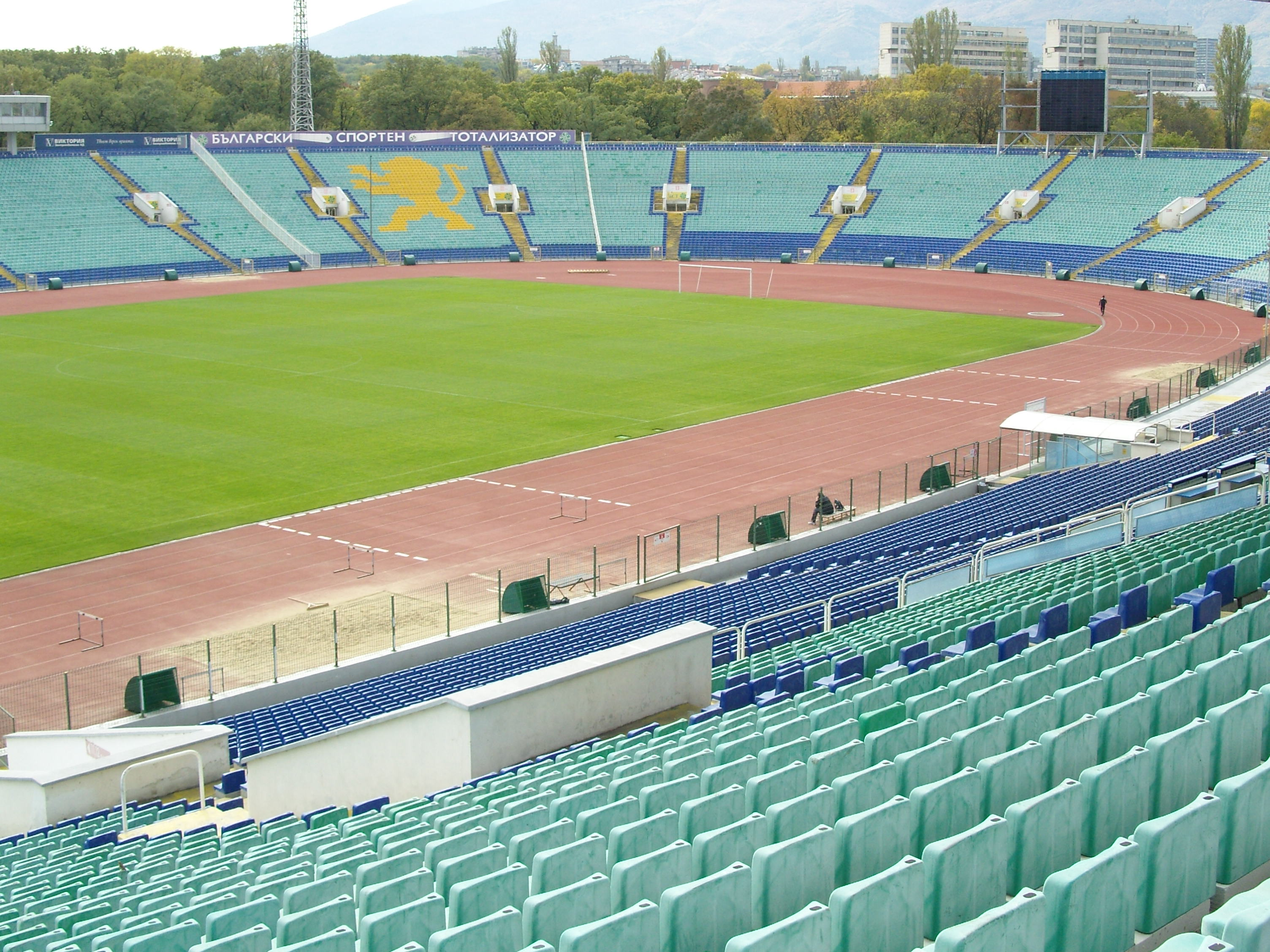
Stade national Vassil-Levski

- Ouverture les cérémonies : Arena Armeec Sofia
- Athlétisme : Stade national Vassil-Levski
- Badminton : Hristo Botev Hall
- Basket-ball: Universiada Hall et Overgas Hall
- Beach-volley: National Sports Academy
- Bowling : Mega Extreme Sky City Mall
- Course d'orientation : Zapaden Parc
- Cyclisme sur la route
- Football: Riu Resort and Spa à Pravets et la finale à Stade national Vassil-Levski
- Handball: National Sports Academy
- Judo: National Sports Academy
- Karate: National Sports Academy
- Lutte:  ZSKA Stadion
- Natation : Centre aquatique Spartak
- Taekwondo: National Sports Academy
- Tennis : Complexe Dema Sport
- Tennis de table: Palais d'Hiver de Sport
- Tir sportif : Moi Shooting Range Geo Milev
- Volleyball : Arena Armeec Sofia
- VTT : La montagne Vitocha
- Clôture des Cérémonies: Stade national Vassil-Levski

## Pays participants
Les Deaflympics d'été de 2013 accueillent 2879 athlètes de 90 pays: 
- Algérie (5)
- Argentine (45)
- Arménie (5)
- Australie (25)
- Égypte (28)
- Belgique (5)
- Bolivie (1)
- Brésil (19)
- Bulgarie (43)
- Chine (67)
- Danemark (32)
- République dominicaine (1)
- Allemagne (137)
- Équateur (2)
- Estonie (13)
- Côte d'Ivoire (7)
- Fidji (4)
- Finlande (8)
- France (22)
- Géorgie (4)
- Grèce (100)
- Guatemala (1)
- Hong Kong (18)
- Inde (26)
- Indonésie (10)
- Irak (22)
- Iran (82)
- Irlande (23)
- Islande (5)
- Israël (6)
- Italie (63)
- Jamaïque (6)
- Japon (149)
- Yémen (6)
- Canada (27)
- Kazakhstan (32)
- Kenya (39)
- Kirghizistan (7)
- Croatie (46)
- Cuba (10)
- Koweït (12)
- Lettonie (16)
- Libye (9)
- Lituanie (61)
- Macao (7)
- Malte (1)
- Maurice (2)
- Macédoine du Nord (4)
- Mexique (16)
- Moldavie (1)
- Mongolie (21)
- Népal (10)
- Nouvelle-Zélande (3)
- Pays-Bas (12)
- Nigeria (46)
- Norvège (5)
- Autriche (26)
- Pakistan (6)
- Philippines (2)
- Pologne (75)
- Portugal (14)
- Porto Rico (2)
- Russie (321)
- Zambie (3)
- Saint-Marin (2)
- Arabie saoudite (25)
- Suède (14)
- Suisse (17)
- Serbie (22)
- Slovaquie (7)
- Slovénie (13)
- Espagne (11)
- Afrique du Sud (28)
- Corée du Sud (69)
- Taipei chinois (55)
- Thaïlande (2)
- Trinité-et-Tobago (2)
- Tchéquie (17)
- Turkménistan (3)
- Turquie (181)
- Ukraine (191)
- Hongrie (57)
- Uruguay (2)
- Ouzbékistan (22)
- Venezuela (72)
- Émirats arabes unis (5)
- États-Unis (129)
- Royaume-Uni (54)
- Biélorussie (48)
- Chypre (5)

## Compétition

### Tableau des médailles
- Pays organisateur (Bulgarie/Allemagne )

- Deaflympics d'été de 2013: Classement de médailles par nation

| Rang   | Nation               | Or  | Argent | Bronze | Total |
| ------ | -------------------- | --- | ------ | ------ | ----- |
| 1      | Russie (RUS)         | 67  | 52     | 58     | 177   |
| 2      | Ukraine (UKR)        | 21  | 30     | 37     | 88    |
| 3      | Corée du Sud (COR)   | 19  | 11     | 12     | 42    |
| 4      | Biélorussie (BLR)    | 12  | 11     | 4      | 27    |
| 5      | Chine (CHN)          | 12  | 5      | 8      | 25    |
| 6      | États-Unis (USA)     | 9   | 8      | 12     | 29    |
| 7      | Turquie (TUR)        | 7   | 9      | 17     | 33    |
| 8      | Iran (IRI)           | 7   | 4      | 21     | 32    |
| 9      | Kenya (KEN)          | 6   | 5      | 5      | 16    |
| 10     | Lituanie (LTU)       | 4   | 5      | 4      | 13    |
| 11     | Venezuela (VEN)      | 4   | 4      | 5      | 13    |
| 12     | Italie (ITA)         | 4   | 3      | 5      | 12    |
| 13     | Chinese Taipei (TPE) | 3   | 12     | 9      | 24    |
| 14     | Allemagne (GER)      | 3   | 6      | 5      | 14    |
| 15     | Hongrie (HUN)        | 3   | 0      | 1      | 4     |
| 16     | Japon (JPN)          | 2   | 10     | 9      | 21    |
| 17     | France (FRA)         | 2   | 6      | 3      | 11    |
| 18     | Pologne (POL)        | 2   | 1      | 1      | 4     |
| 19     | Porto Rico (PUR)     | 2   | 0      | 0      | 2     |
| 19     | Cuba (CUB)           | 2   | 0      | 0      | 2     |
| 21     | Bulgarie (BUL)       | 1   | 4      | 6      | 11    |
| 22     | Suède (SWE)          | 1   | 1      | 2      | 4     |
| 23     | Portugal (POR)       | 1   | 1      | 1      | 3     |
| 23     | Slovaquie (SVK)      | 1   | 1      | 1      | 3     |
| 23     | Australie (AUS)      | 1   | 1      | 1      | 3     |
| 23     | Estonie (EST)        | 1   | 1      | 1      | 3     |
| 27     | Croatie (CRO)        | 1   | 1      | 0      | 2     |
| 28     | Macao (MAC)          | 1   | 0      | 1      | 2     |
| 29     | Norvège (NOR)        | 1   | 0      | 0      | 1     |
| 29     | Kazakhstan (KAZ)     | 1   | 0      | 0      | 1     |
| 29     | Inde (IND)           | 1   | 0      | 0      | 1     |
| 29     | Suisse (SUI)         | 1   | 0      | 0      | 1     |
| 33     | Royaume-Uni (GBR)    | 0   | 2      | 3      | 5     |
| 34     | Tchéquie (CZE)       | 0   | 2      | 1      | 3     |
| 34     | Afrique du Sud (RSA) | 0   | 2      | 1      | 3     |
| 36     | Mongolie (MGL)       | 0   | 1      | 3      | 4     |
| 36     | Brésil (BRA)         | 0   | 1      | 3      | 4     |
| 38     | Argentine (ARG)      | 0   | 1      | 1      | 2     |
| 38     | Espagne (ESP)        | 0   | 1      | 1      | 2     |
| 40     | Grèce (GRE)          | 0   | 1      | 0      | 1     |
| 41     | Indonésie (IDN)      | 0   | 0      | 2      | 2     |
| 41     | Autriche (AUT)       | 0   | 0      | 2      | 2     |
| 43     | Arménie (ARM)        | 0   | 0      | 1      | 1     |
| 43     | Chypre (CYP)         | 0   | 0      | 1      | 1     |
| 43     | Nigeria (NGR)        | 0   | 0      | 1      | 1     |
| 43     | Lettonie (LAT)       | 0   | 0      | 1      | 1     |
| 43     | Moldavie (MDA)       | 0   | 0      | 1      | 1     |
| 43     | Mexique (MEX)        | 0   | 0      | 1      | 1     |
| 43     | Turkménistan (TKM)   | 0   | 0      | 1      | 1     |
| Total: | Total:               | 203 | 203    | 253    | 659   |

### La France aux Deaflympics
Il s'agit de sa 22e participation aux Deaflympics d'été. Avec un total de 21 athlètes français, la France parvient à se hisser à la 17e place dans le classement par nation.
Le porte-drapeau conduisant la délégation française lors de la cérémonie d'ouverture fut le tennismen Mikael Laurent.

#### Médailles des français
Les sportifs français ont remporté deux médailles d'or, six médailles d'argent et trois médailles de bronze.

- Cyclisme sur route 1000m Sprint Homme: Kevin Chazottes
- Judo Homme -73 kg : Camille Brasse

- Judo Homme -81 kg : Cyril Jonard
- Judo Kata mixte : Marie Robert & Cyril Jonard
- Judo Femme -57 kg : Marie Robert
- Tennis simple : Mikaël  Laurent
- Tennis double homme : Mikaël  Laurent & Vincent Novelli
- VTT : Remi Girardet

- Cyclisme sur route Chrono Homme: Remi Girardet
- Tennis  Mixte : Sophie Bernard & Mikaël Laurent
- Tennis femme : Sophie Bernard